# Mark Metcalf
Mark Metcalf (Findlay, 11 marzo 1946) è un attore statunitense.

## Carriera
Ha recitato in vari ruoli nella sua lunga carriera, sia al cinema che in televisione.
Viene ricordato, infatti, per aver interpretato "Il Maestro", sia in Buffy l'ammazzavampiri che in Angel.
È stato inoltre comparsa in telefilm come JAG - Avvocati in divisa, Ally McBeal, Un angelo poco... custode, Star Trek: Voyager, Cinque in famiglia, Melrose Place, Walker Texas Ranger, Renegade, Miami Vice.
Vanno sicuramente ricordate le sue interpretazioni come iroso professore e padre in due curiosissimi videoclip del gruppo glam metal Twisted Sister, I Wanna Rock e We're Not Gonna Take It degli anni '80, tanto caratteristiche da essere riprese nel 2006 dallo stesso gruppo per il video della canzone Oh Come All Ye Faithful, facendole reinterpretare da una attrice.

### Vita privata
Ha un figlio, nato dal matrimonio con Elizabeth Wick da cui ha divorziato nel 2005.

## Filmografia

### Cinema
- The Garden Party, regia di Jack Sholder (1973)
- Giulia (Julia), regia di Fred Zinnemann (1977)
- Animal House (National Lampoon's Animal House), regia di John Landis (1978)
- Head Over Heels, regia di Joan Micklin Silver (1979)
- Where the Buffalo Roam, regia di Art Linson (1980)
- The Final Terror, regia di Andrew Davis (1983)
- The Oasis, regia di Sparky Greene (1984)
- We're Not Gonna Take It, regia di Marty Callner (1984) - Video
- I Wanna Rock, regia di Marty Callner (1984) - Video
- Una coppia quasi perfetta (Almost You), regia di Adam Brooks (1985)
- Passaggio per il paradiso (The Heavenly Kid), regia di Cary Medoway (1985)
- Una folle estate (One Crazy Summer), regia di Savage Steve Holland (1986)
- Mr. North, regia di Danny Huston (1988)
- Oscar - Un fidanzato per due figlie (Oscar), regia di John Landis (1991)
- Guilty Until Proven Innocent, regia di Paul Wendkos (1991)
- I'm Your Man, regia di Bob Bejan (1992)
- Catastrofe in mare - Il disastro della Exxon Valdez (Dead Ahead: The Exxon Valdez Disaster), regia di Paul Seed (1992)
- A Reason to Believe, regia di Douglas Tirola (1995)
- Giorni di fuoco (Rage), regia di Joseph Merhi (1995)
- The Stupids, regia di John Landis (1996)
- Hijacking Hollywood, regia di Neil Mandt (1997)
- Loose Women, regia di Paul F. Bernard (1997)
- Drive Me Crazy, regia di John Schultz (1999)
- The Million Dollar Kid, regia di Neil Mandt (2000)
- Britney, Baby, One More Time, regia di Ludi Boeken (2002)
- Warden of Red Rock, regia di Stephen Gyllenhaal (2001)
- Lone Hero, regia di Ken Sanzel (2002)
- Sorority Boys, regia di Wallace Wolodarsky (2002)
- Wishtaker, regia di Carlo Besasie (2004)
- The Sleeper, regia di Drew Maxwell (2005)
- The Legend Trip, regia di Jason Satterfield (2006)
- The Furry Revolt, regia di Jessica Bayliss (2007)
- Blue Lines, regia di Don Ford (2008)
- How to Not Kill Everyone, regia di Kathy Fischer (2009)
- Modus Operandi, regia di Frankie Latina (2009)
- Operation Belvis Bash, regia di Alexander Loy & Joe Walser (2011)
- Fort McCoy, regia di Kate Connor & Michael Worth (2011)

### Televisione
- Karen - serie TV, un episodio (1975)
- Barnaby Jones - serie TV, 2 episodi (1979)
- Hill Street giorno e notte (Hill Street Blues) - serie TV, 4 episodi (1980)
- Per amore e per onore (For Love and Honor) - serie TV (1983)
- Hotel - serie TV, un episodio (1983)
- Una vita da vivere (One Life to Live) - serie TV (1987)
- Miami Vice - serie TV, episodio 4x14 (1987)
- Un uomo chiamato falco (A Man Called Hawk) - serie TV, un episodio (1989)
- Avvocati a Los Angeles (L.A. Law) - serie TV, un episodio (1991)
- Dream On - serie TV, un episodio (1991)
- Jackie (A Woman Named Jackie) - serie TV (1991)
- Renegade - serie TV, un episodio (1993)
- 2 poliziotti a Palm Beach (Silk Stalkings) - serie TV, un episodio (1994)
- Walker Texas Ranger - serie TV, episodio 2x19 (1994)
- Il tocco di un angelo (Touched by an Angel) - serie TV, un episodio (1994)
- Melrose Place - serie TV, 2 episodi (1995)
- Cinque in famiglia (Party of Five) - serie TV, un episodio (1996)
- Seinfeld - serie TV, 2 episodi (1995-1996)
- Un angelo poco... custode (Teen Angel) - serie TV, 7 episodi (1997-1998)
- Star Trek: Voyager - serie TV, episodi 4x18 e 4x19 (1998)
- Ally McBeal - serie TV, 2 episodi (1997-1998)
- JAG - Avvocati in divisa (JAG) - serie TV, 3 episodi (1999)
- Buffy l'ammazzavampiri (Buffy the Vampire Slayer) - serie TV, 8 episodi (1997-2002)
- Angel - serie TV, un episodio (2000)
- Mad Men - serie TV, un episodio (2009)

## Doppiatori italiani
Nelle versioni in italiano delle opere in cui ha recitato, Mark Metcalf è stato doppiato da:
- Antonio Colonnello in Animal House
- Massimo Lodolo in Hotel
- Lucio Saccone in Oscar - Un fidanzato per due figlie
- Eugenio Marinelli in Buffy l'ammazzavampiri
- Marco Balbi in Ally McBeal (s.1)
- Bruno Slaviero in Ally McBeal (s.2)
- Sergio Tedesco in Star Trek: Voyager
- Romano Malaspina in Angel
- Giovanni Petrucci in Mad Men